# Carreg Samson

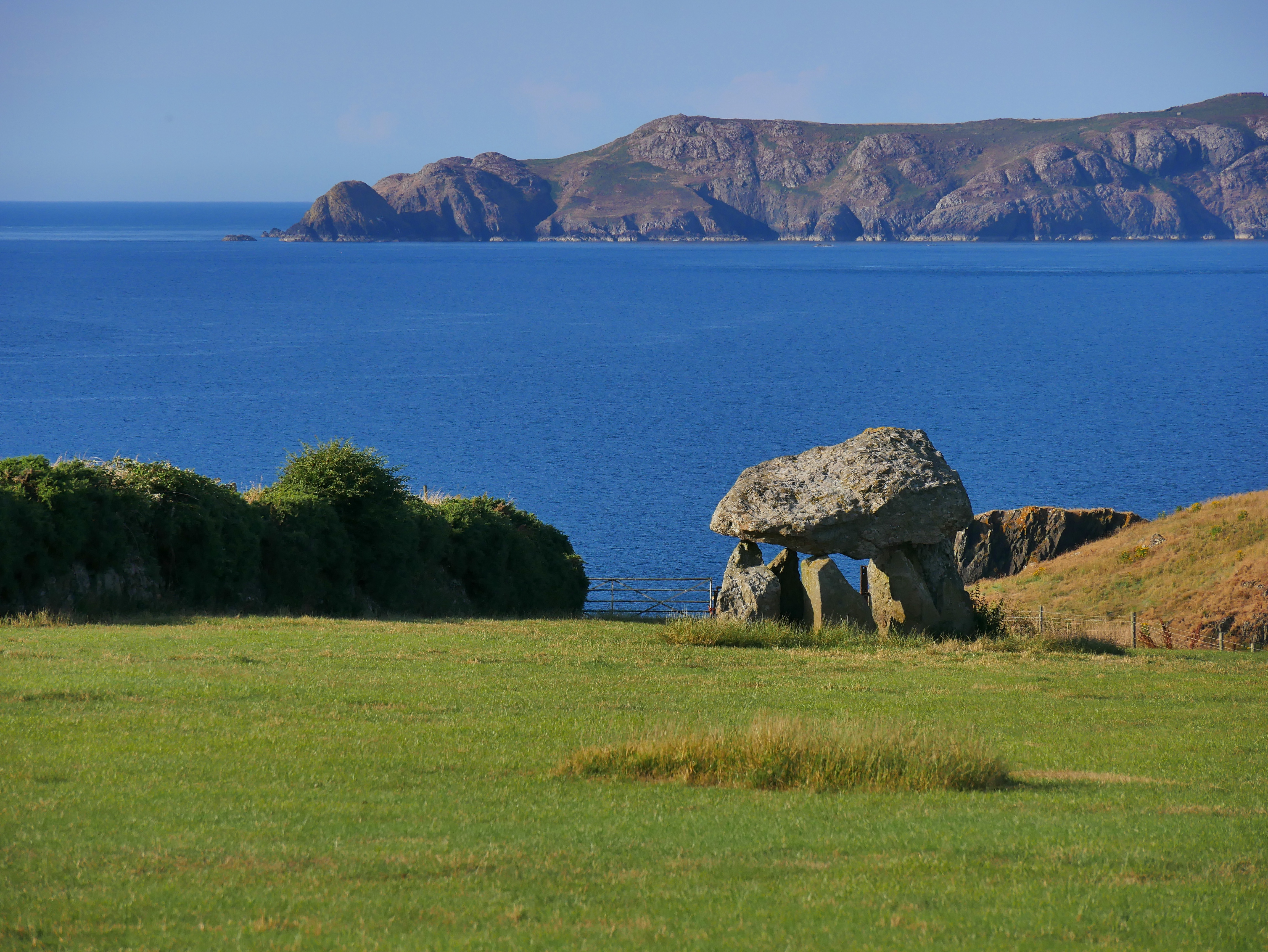
Veduta panoramica del sito

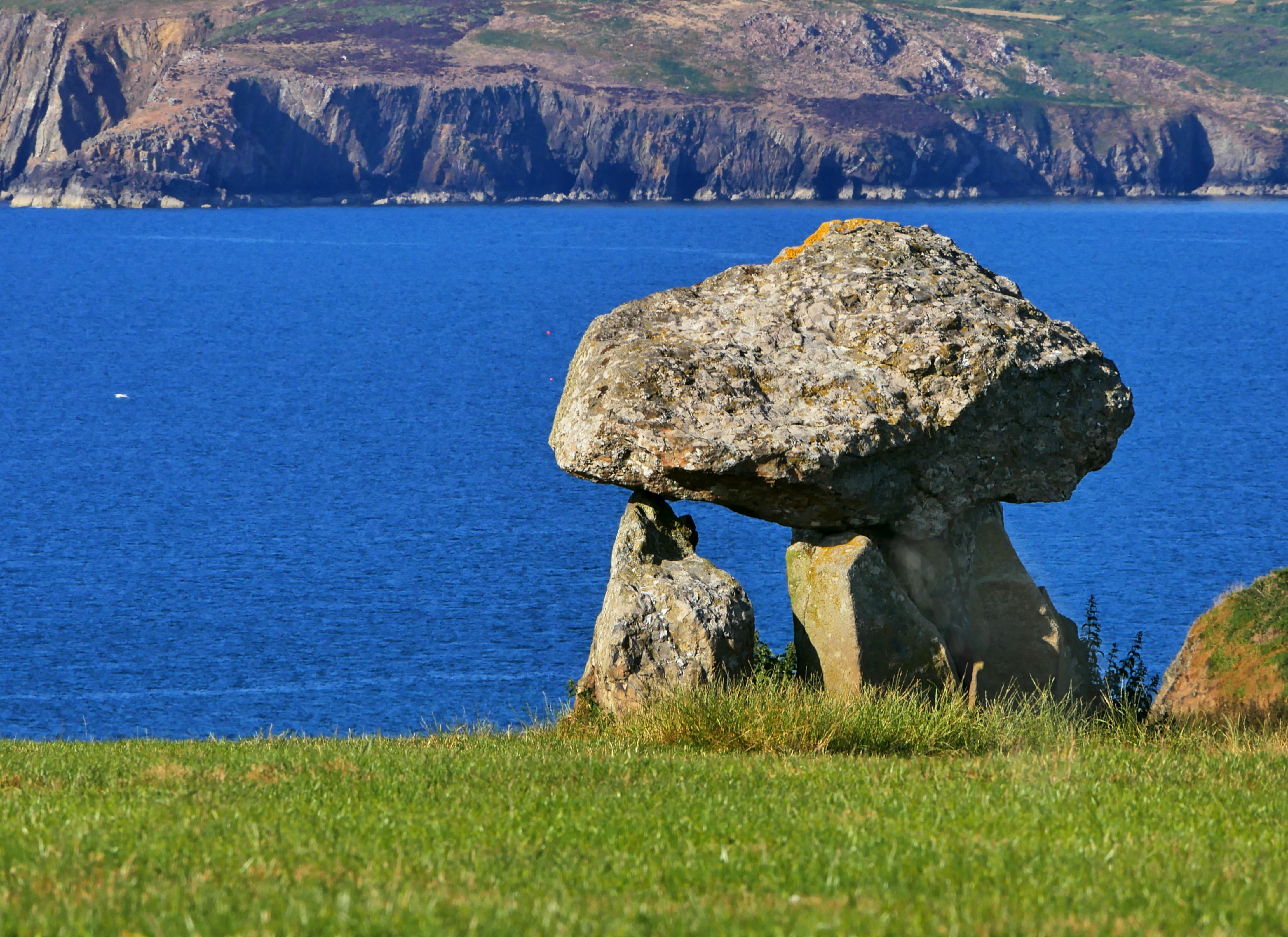
Altra immagine del dolmen

Il Carreg Samson è un dolmen situato nei pressi del villaggio gallese di Abercastle (comunità di Mathry), nel Pembrokeshire (Galles sud-occidentale), e risalente a oltre 3000 anni prima di Cristo (tardo Neolitico).

## Origini del nome
Il nome del dolmen significa "pietra di Samson" e fa riferimento alla leggenda cristiana secondo cui la copertura del sito sarebbe stata posta in loco da un certo San Sansone, il quale, per fare ciò, avrebbe utilizzato un solo dito. Si tratta probabilmente di Sansone di Dol, un santo gallese vissuto nel V secolo e le cui reliquie sono conservato nel monastero di Milton Abbas: era figlio di Amon di Demetria e di Anna di Gwent e visse nel monastero di Caldey Island, divenendo poi abate del priorato di Caldey.
Talvolta il dolmen è citato nella variante ortografica Carreg Sampson, con riferimento all'eroe biblico Sansone.

## Storia
Scavi intorno al sito sono stati effettuati nel 1968.
Nel corso degli scavi, è stata rinvenuta sotto un pavimento di argilla gialla un'urna funeraria che conteneva le ceneri di varie persone. Sono state inoltre rinvenute varie ossa umane bruciate.
Alcuni archeologi hanno ipotizzato che il Carreg Samson non fosse in realtà una vera e propria camera sepolcrale, bensì una galleria di passaggio che conduceva a una camera sepolcrale, ma non vi sono prove di ciò.

## Descrizione
Il Carreg Samson si trova in un terreno agricolo che si affaccia sulla baia di Abercastle (mare d'Irlanda).
Il dolmen ha una copertura della lunghezza di circa 4,5 metri, della larghezza di 2,7 metri e di un metro di spessore. La copertura è sorretta da tre pietre (che in origine dovevano essere sei o sette)  dell'altezza che va da 1,1 a 2,2 metri.